# يوم هاعاليا
يوم هاعاليا Yom HaAliyah (بالعبرية: יום העלייה‏) هو عيد وطني إسرائيلي يتم الاحتفال به سنويًا وفق التقويم اليهودي في العاشر من شهر نيسان/ أبريل، لإحياء ذكرى دخول الشعب اليهودي أرض إسرائيل وفق الكتاب المقدس العبري، والذي حدث في اليوم العاشر من شهر نيسان العبري.
ويحتفل بالعطلة أيضًا لتكريس الهجرة اليهودية إلى الدولة اليهودية كقيمة أساسية لدولة إسرائيل، ولتكريم المساهمات المستمرة للمهاجرين اليهود إلى المجتمع الإسرائيلي. ويتم الاحتفال بيوم هاعاليا أيضًا في المدارس الإسرائيلية في السابع من الشهر العبري ششفان.

## تاريخ

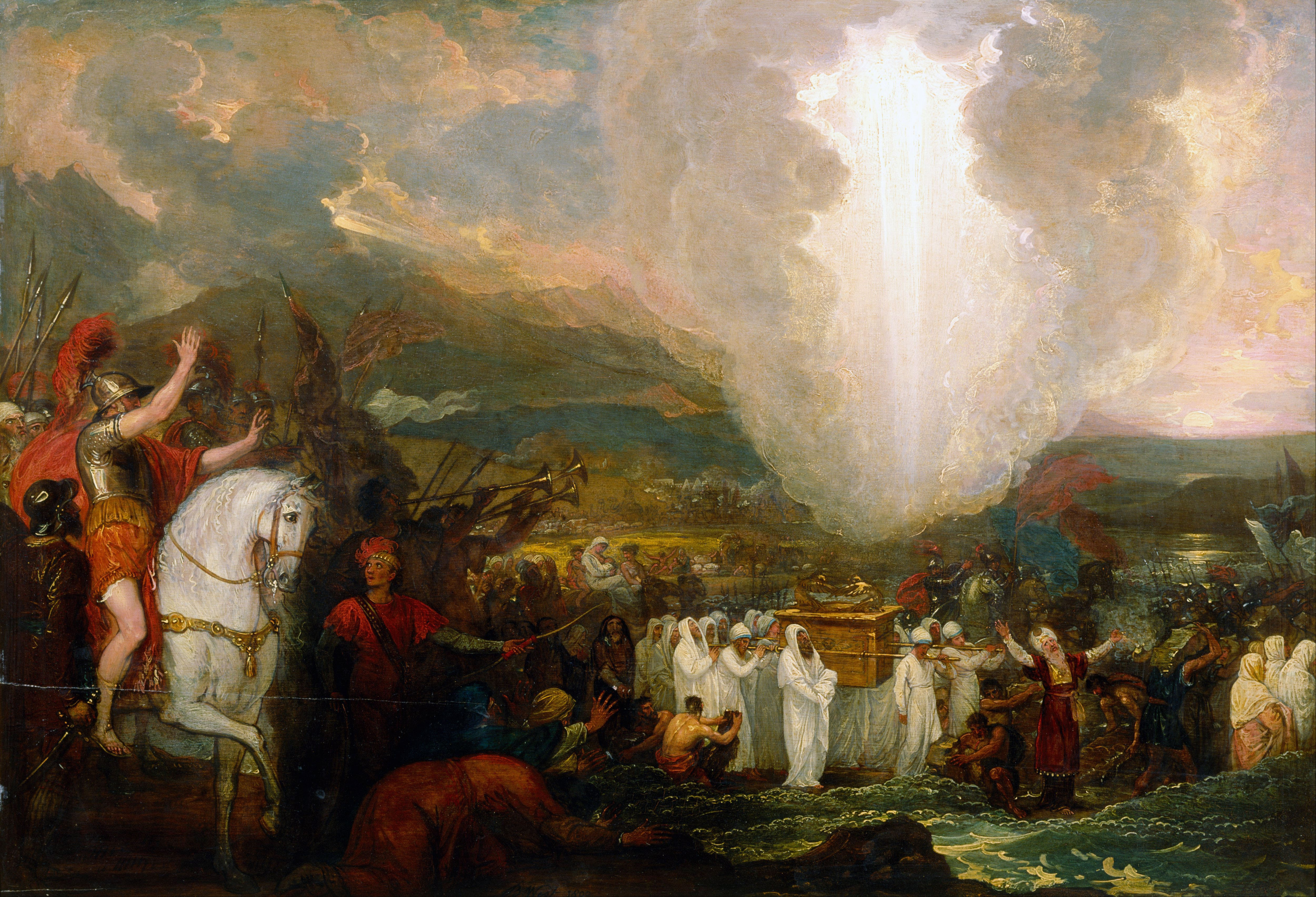
لوحة تصور يوشع يقود بني إسرائيل عبر نهر الأردن إلى أرض إسرائيل في العاشر من أبريل، للرسام الأمريكي بنيامين ويست

يدأت الدعوة إلى إقرار قانون للاحتفال بذلك اليوم في عام 2009 بمبادرة مجتمعية شعبية في تل أبيب، بقيادة منظمة تي إل في TLV Internationals التابعة لمؤسسة عام يسرائيل. وفي 21 يونيو 2016، صوت الكنيست العشرون لصالح إقرار القانون من خلال إضافة يوم هاعاليا رسميًا إلى التقويم الوطني الإسرائيلي. وقد شارك في رعاية مشروع قانون يوم هاعاليا  أعضاء كنيست من أحزاب مختلفة في حالة نادرة من التعاون عبر الطيف السياسي للمعارضة والائتلاف. وكان البرلمانيون الرئيسيون في الكنيست الذين عملوا في البداية على النسخة النهائية الناجحة لمشروع قانون يوم هاعاليا هم ميكي زوهار من الليكود، وحيليك بار من حزب العمل الإسرائيلي، ومايكل أورين من كولانو. وكانت هناك محاولات فاشلة سابقة في جلسات الكنيست الأخرى لإصدار تشريعات مماثلة، ولم يكن أي منها مرتبطًا بالإقرار النهائي للعطلة، وقام بها أعضاء الكنيست أفراهام ناجوسا ويوئيل رازفوزوف وروبرت إيلاتوف ويعقوب كاتس مع مساعده في الكنيست يشاي فلايشر.

## أهميته
اختيار التاريخ الأصلي وهو العاشر من نيسان للاحتقال بهذا اليوم يمثل الكثير من الدلالات الرمزية. فعلى الرغم من أنه يوم عطلة حديث أنشأه الكنيست الإسرائيلي، فإن العاشر من نيسان هو تاريخ ذو أهمية دينية للشعب اليهودي كما ورد في الكتاب المقدس العبري وفي الفكر اليهودي التقليدي. وبالإضافة إلى ذلك، تم اختيار تاريخ بديل هو 7 ششفان، حيث أمر الله إبراهيم بالذهاب إلى أرض إسرائيل.

### الكتاب المقدس

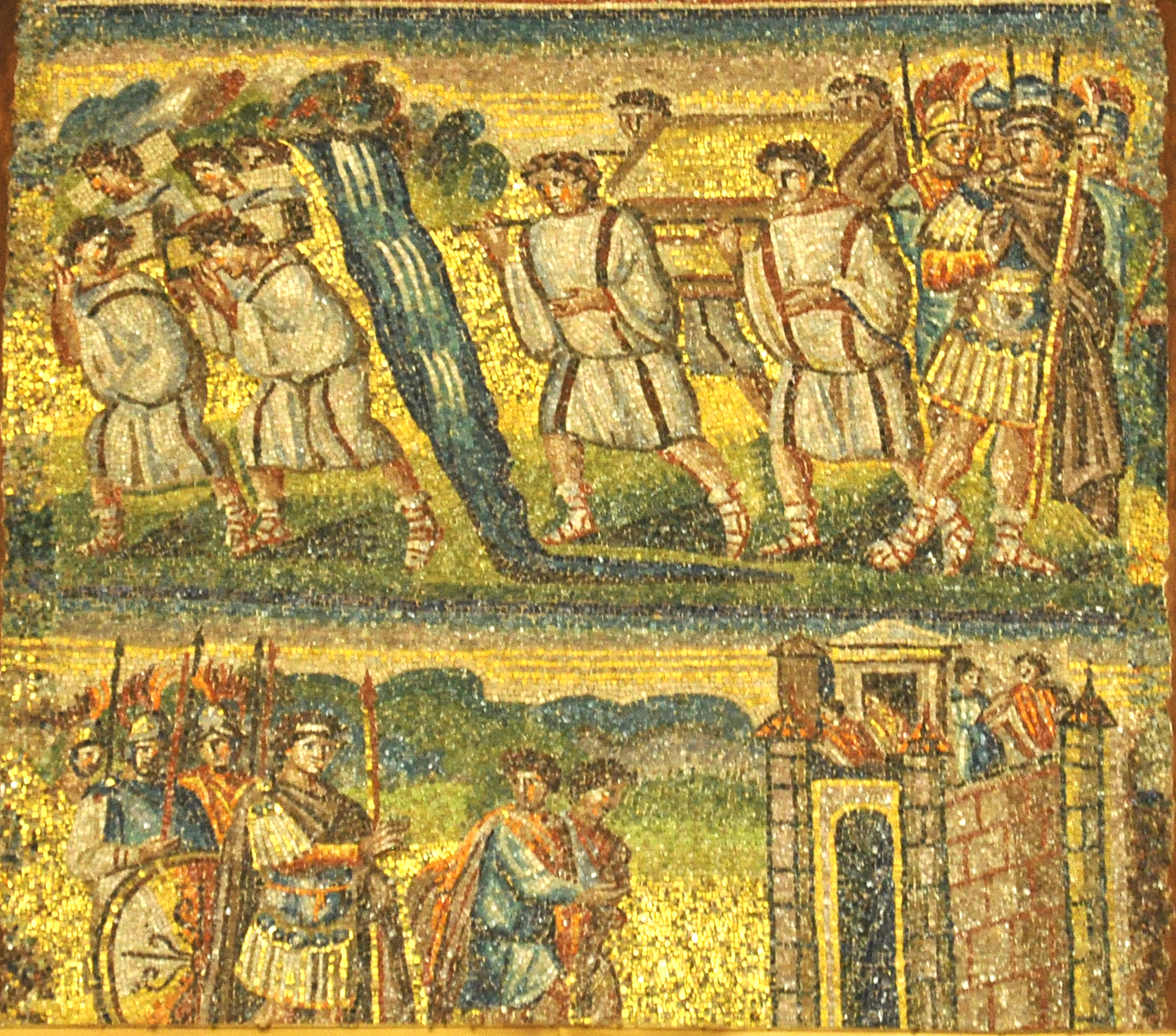
فسيفساء من القرن الخامس تصور تابوت العهد الذي حمله الإسرائيليون عبر نهر الأردن إلى أرض إسرائيل في العاشر من نيسان بقيادة يوشع

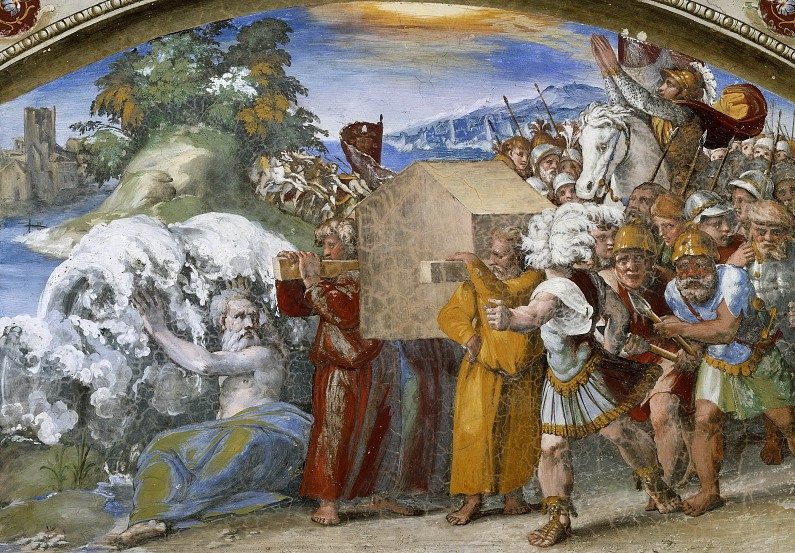
التابوت الذي حمله الإسرائيليون عبر نهر الأردن إلى أرض إسرائيل في العاشر من نيسان بريشة رسام عصر النهضة الإيطالي رافائيل

في العاشر من نيسان، بحسب رواية الكتاب المقدس في سفر يوشع، عبر يوشع بن نون وهو يقود بني إسرائيل نهر الأردن عند الجلجال إلى أرض الميعاد وهو يحملون تابوت العهد. وهكذا كانت أول "هجرة جماعية يهودية" موثقة. وفي ذلك اليوم أمر الله بني إسرائيل بإحياء الذكرى والاحتفاء بها بنصب اثني عشر حجراً منقوشاً عليها نصوص التوراة. وتمثل الأحجار قبائل الأمة اليهودية الاثني عشر وامتنانهم لإعطاء الله أرض إسرائيل لهم. واليوم العاشر من نيسان مهم أيضًا لأنه كان أول "سبت هاجادول" حدث قبل خمسة أيام من مغادرة بني إسرائيل لمصر بداية الخروج. وهذا أيضًا هو التاريخ الذي ماتت فيه مريم أخت موسى. (عدد 20: 1-2).

### الشعب اليهودي

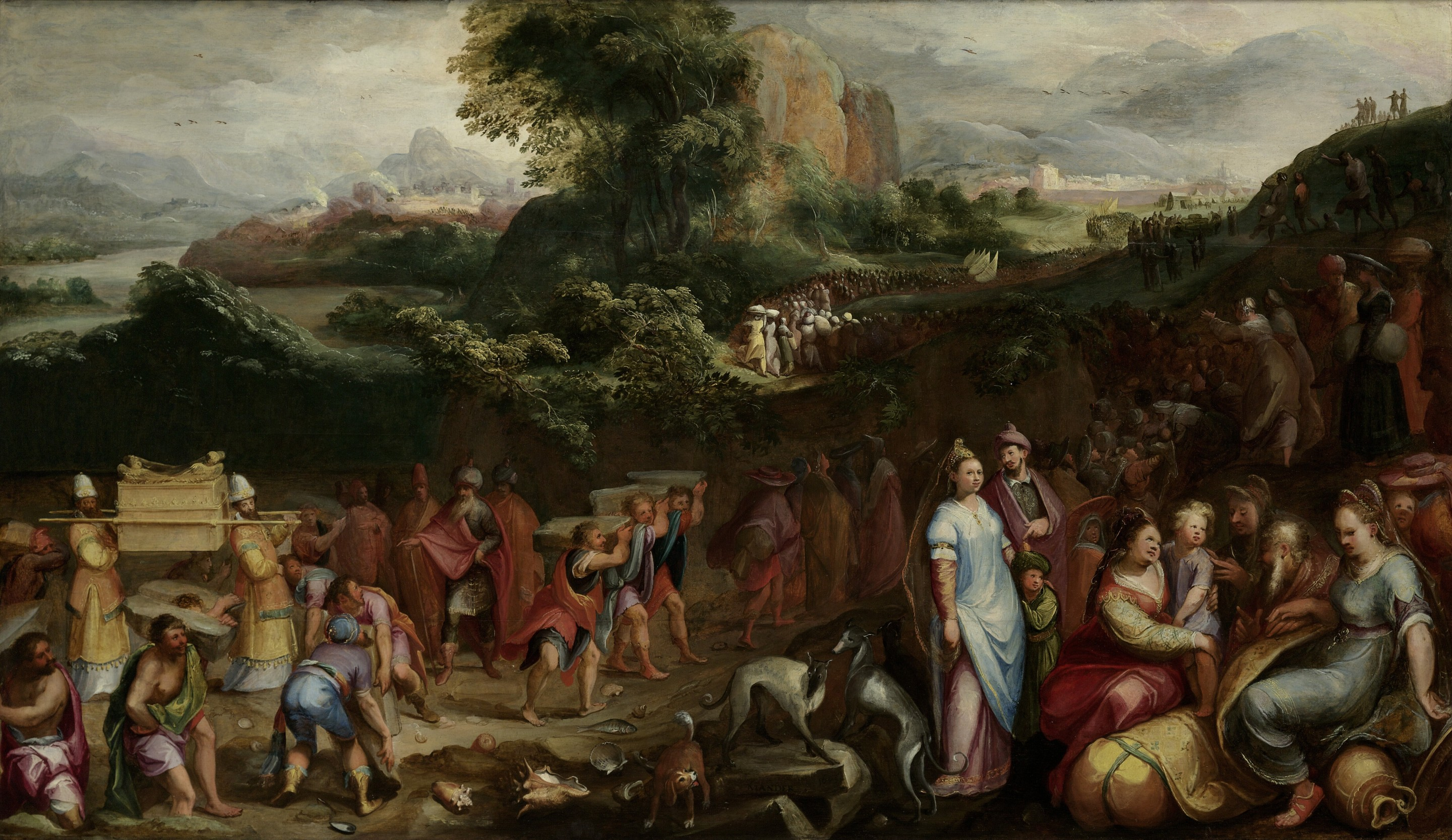
اجتياز الشعب اليهودي نهر الأردن - كاريل فان ماندر - متحف بويمانس فان بونينجن

كان دخول أرض إسرائيل بشكل جماعي أمرًا مهمًا بالنسبة للشعب اليهودي تاريخيًا وفي العصر الحديث. وبجانب الأهمية الدينية لقوانين التوراة التي لا يمكن تطبيقها إلا في إسرائيل، فهناك مبادئ تقليدية تؤثر بشكل فريد على الشعب اليهودي كأمة بأكملها بعد الهجرة.
وبعدما عبر الإسرائيليون نهر الأردن إلى أرض إسرائيل للمرة الأولى في العاشر من نيسان، بدأ اليهود تطبيق مفهوم "عريفوت" "arevut" أو "المسؤولية المتبادلة" أي مسئولية الفرد تجاه باقي الشعب. ويعلق الحاخام يهوذا لوف بن بتسلئيل، على النص التلمودي بأن بني إسرائيل لم يكونوا مسؤولين حقًا عن بعضهم البعض إلا بعد عبورهم نهر الأردن. ويتضمن "عريفوت" التزامًا على جميع اليهود بضمان تلبية الاحتياجات الروحية والأساسية لليهود الآخرين. ببساطة، بحكم كون المرء يهوديًا يعيش في أرض إسرائيل، يتحمل مسؤولية عن رفاهية اليهود الآخرين. ويُتوقع من اليهود أن يكونوا "نورًا للأمم"، وأن يقدموا نموذجًا للأخلاق والمسؤولية الأخوية. وفيما يتعلق بـ "كل إسرائيل" على وجه التحديد، فإن الأمل هو أن ترى الدول الأخرى في جميع أنحاء العالم أيضًا كيف يساعد اليهود بعضهم البعض عندما يعيشون في إسرائيل، وستحاول أن تفعل الشيء نفسه من أجل شعبها.

### الدين

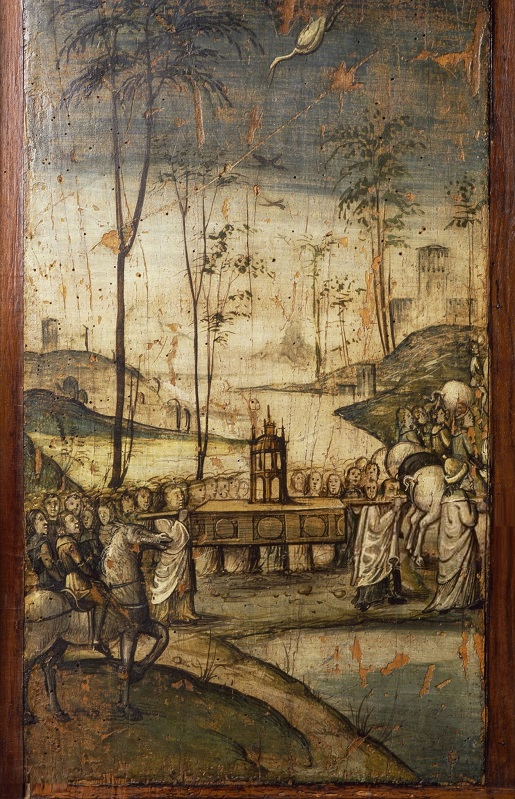
الإسرائيليون يعبرون نهر الأردن بالتابوت، الخزانة القديمة، ميلانو، إيطاليا، القرن الخامس عشر.

ووفقًا للتقاليد الدينية اليهودية، عند الهجرة عن طريق عبور نهر الأردن لدخول أرض إسرائيل، قام يوشع بتأليف صلاة شكر للرب.و تم الاستشهاد بهذه الفكرة لأول مرة في كول بو (مجموعة التشريعات اليهودية المدنية والشعائرية) في أواخر القرن الرابع عشر.

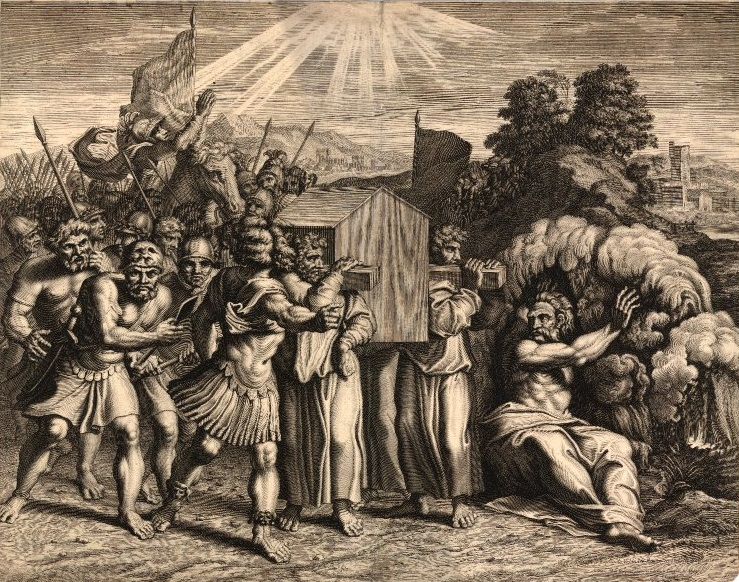
الإسرائيليون يعبرون نهر الأردن، روبرت هيكيت

ووفقًا لحاخامات التلمود الحكماء القدماء في رسالة بيرخوت 54 أ من الجمارا، يجب على اليهودي أن يتلو صلاة خاصة عند رؤية موقع معبر الشعب اليهودي الأصلي لنهر الأردن، لأن الله أجرى معجزة عظيمة لإسرائيل هناك.
"تبارك الذي صنع لآبائنا آيات في هذا المكان".

### دولة إسرائيل

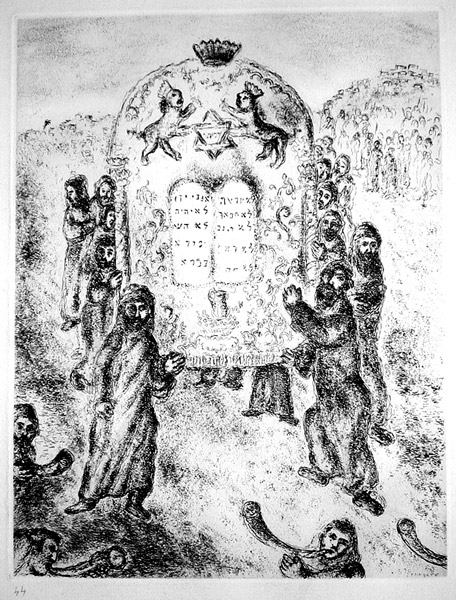
مارك شاغال - الإسرائيليون يعبرون نهر الأردن

عاليا (بالعبرية: עֲלִיָּה‏) "الصعود") هو هجرة اليهود من الشتات إلى أرض إسرائيل. ويُعرّف أيضًا بأنه "فعل الصعود"، "الهجرة". والانتقال إلى أرض إسرائيل هو أحد المبادئ الأساسية لليهودية وبالتالي الصهيونية. ويمنح قانون العودة لدولة إسرائيل اليهود، وفي بعض الحالات أحفادهم، حقوقًا تلقائية فيما يتعلق بالإقامة والمواطنة الإسرائيلية.
ومنذ التأسيس الحديث لدولة إسرائيل، فإن تكريس عاليا كقيمة أساسية للأمة وإسرائيل كوطن للشعب اليهودي واضح حتى في نص إعلان الاستقلال الإسرائيلي، وبشكل أعمق في السطور الافتتاحية.
ويمكن رؤية الهجرة كقيمة أساسية لدولة إسرائيل في نشيدها الوطني هاتيكفاه، "الأمل"، المقتبس من قصيدة للشاعر اليهودي في القرن التاسع عشر نفتالي هيرس إيمبر.
وكان تكريس الهجرة أيضًا في قلب القطاع الديني في دولة إسرائيل. فالصلاة من أجل رفاهية دولة إسرائيل هي صلاة تُقال في العديد من المعابد اليهودية في يوم السبت وفي الأعياد اليهودية، في إسرائيل وفي جميع أنحاء العالم. وتطلب الصلاة العناية الإلهية لدولة إسرائيل وقادتها، وأن يساعد الله في الهجرة، أي إعادة الشعب اليهودي المنفي إلى أرض إسرائيل.
وتم تأليف الصلاة في عام 1948 من قبل الحاخامات السفارديم والأشكناز الرئيسيين لدولة إسرائيل المؤسسة حديثًا، وهم الحاخام بن صهيون مئير هاي أوزيل والحاخام يتسحاق هاليفي هرتسوغ بمساعدة الحاصل على جائزة نوبل شموئيل يوسف عجنون.

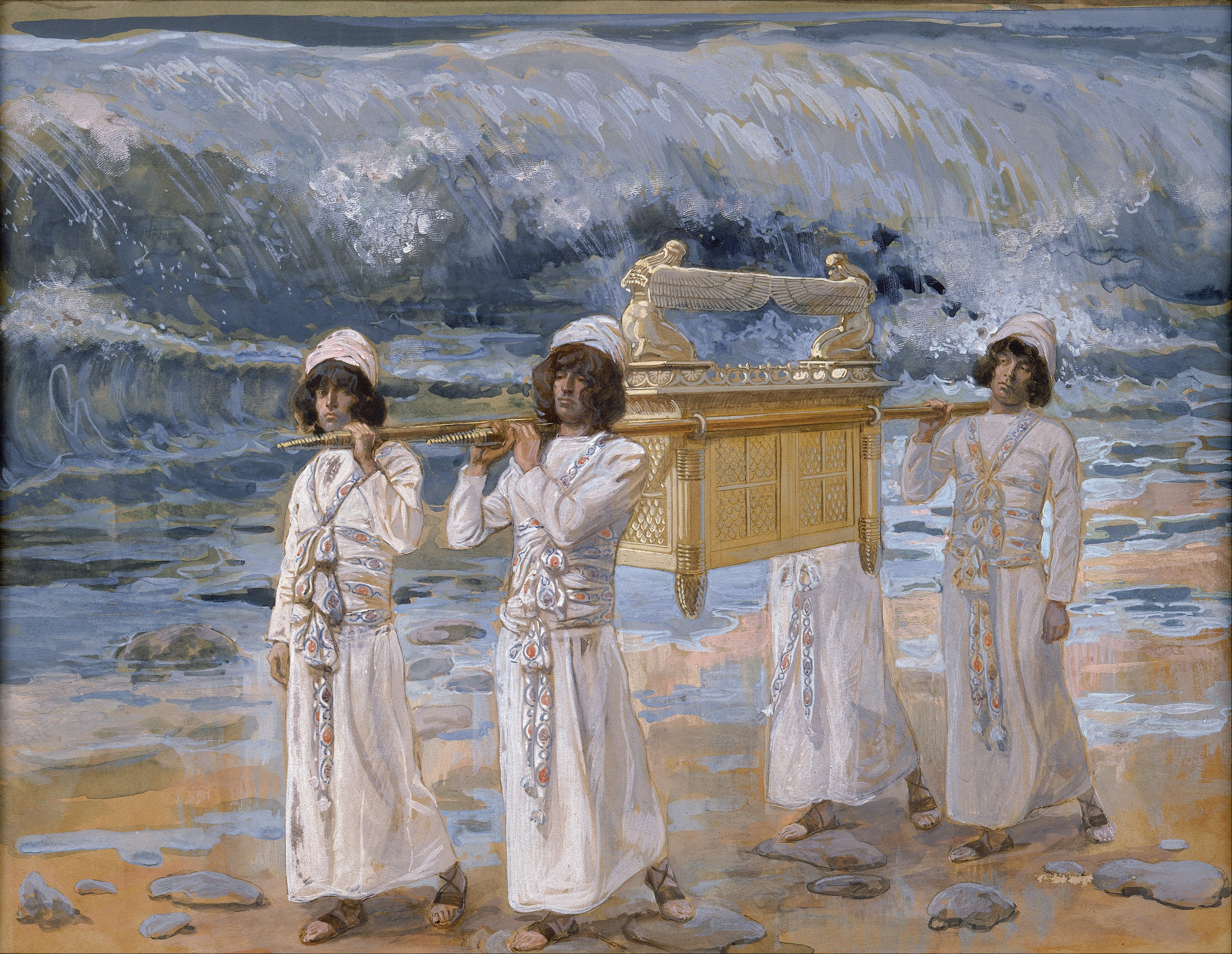
جيمس تيسو - التابوت يحمله الإسرائيليون عبر نهر الأردن إلى أرض إسرائيل في العاشر من نيسان

### الفكر اليهودي

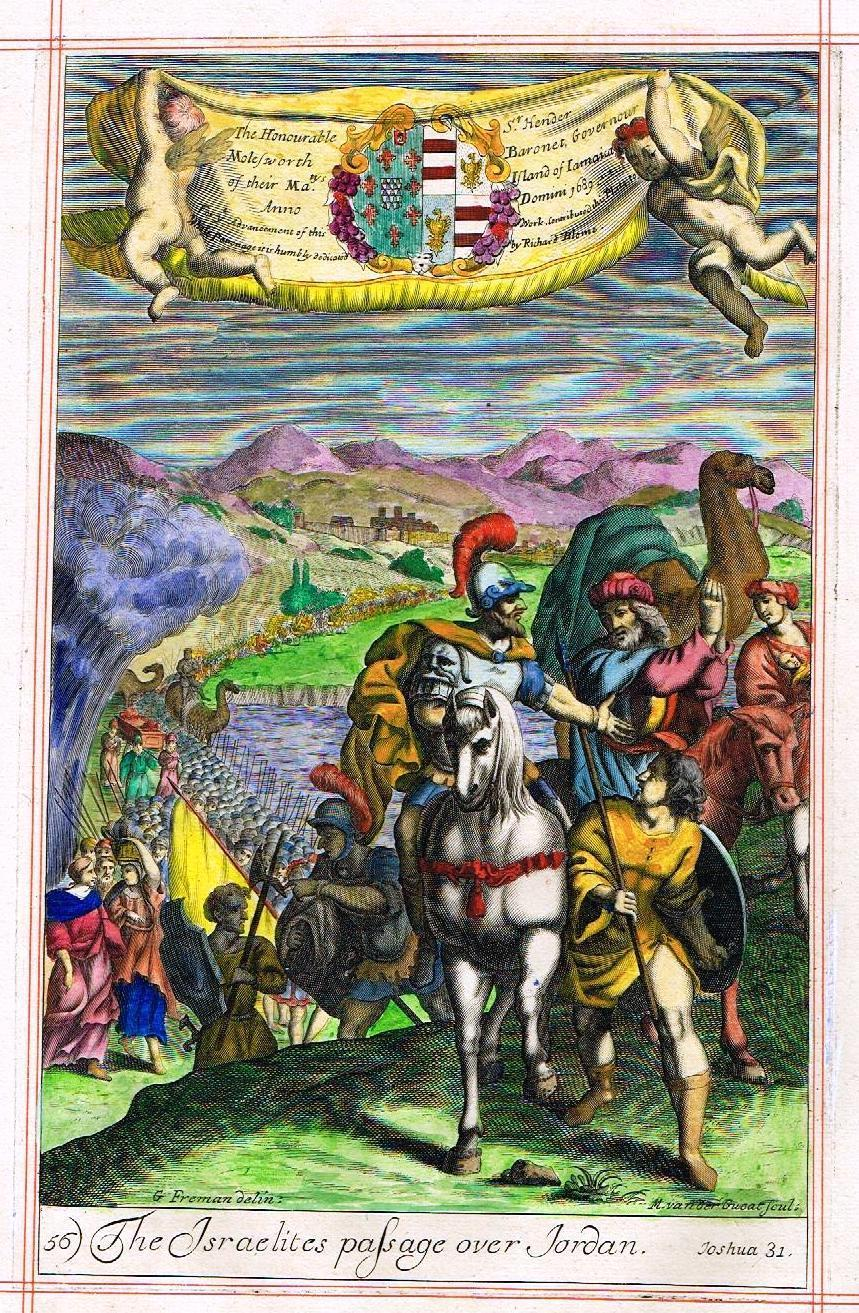
التابوت الذي حمله الإسرائيليون عبر نهر الأردن إلى أرض إسرائيل في العاشر من نيسان

الهجرة هي مفهوم ديني يهودي مهم ومكون أساسي للصهيونية. وخلال معظم التاريخ اليهودي، عاش غالبية الشعب اليهودي في الشتات حيث تطورت فكرة عاليا باعتبارها طموحًا قوميًا للشعب اليهودي. وهي منصوص عليها في قانون العودة الإسرائيلي، الذي يمنح أي يهودي (بموجب الشريعة (الهالاخاه) والقانون العلماني الإسرائيلي) الحق القانوني في المساعدة على الهجرة والاستيطان في إسرائيل، فضلا عن الجنسية الإسرائيلية.
ويتبنى العديد من اليهود المتدينين الهجرة باعتبارها عودة إلى أرض الميعاد، ويعتبرونها تحقيقاً لوعد الله التوراتي لأحفاد الآباء العبرانيين إبراهيم وإسحاقويعقوب. ويذكر الحاخام موشيه بن نحمان، المعروف أيضًا باسم نحمانيدس أو الرامبان الهجرة في تعداده للوصايا الـ 613.
الكتاب المقدس العبري مليء بالإشارات إلى المستقبل الذي سيشهد فيه الشعب اليهودي عودة جماعية إلى أرض إسرائيل.
وبما أن العاشر من نيسان يأتي قبل أيام قليلة من عطلة عيد الفصح، عندما لا تكون المدارس الإسرائيلية في دوامها، فإن النظام المدرسي يقر الاحتقال أيضًا بعاليا في السابع من شهر ششفان العبري. ويعد هذا التاريخ رمزيًا أيضًا حيث يُقرأ نص من التوراة في المعابد اليهودية في ذلك الأسبوع، الذي يروي قصة كيف أمر الله بطريرك الكتاب المقدس إبراهيم بمغادرة منزله، ومسقط رأسه، وعائلته والذهاب إلى أرض إسرائيل.. وهذا أيضًا هو تاريخ إضافة صلاة المطر الإضافية إلى الأميداه، ويتلوها اليهود في إسرائيل ثلاث مرات يوميًا.

### العصر الحديث

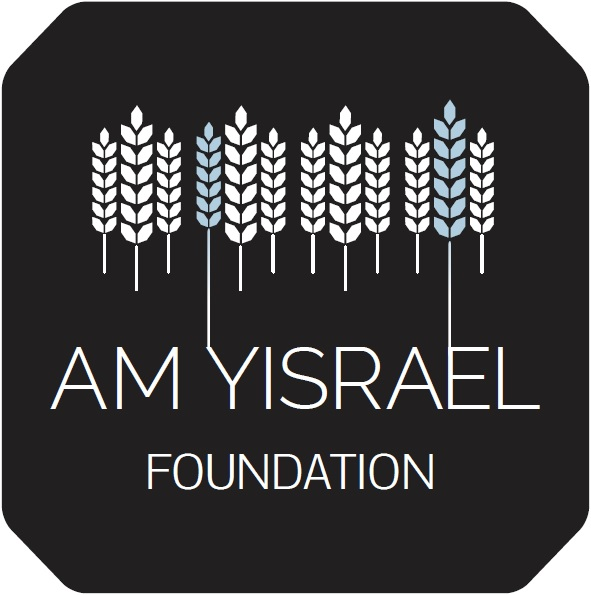
يمثل شعار مؤسسة "أنا يسرائيل" أسباط إسرائيل الاثني عشر الذين هاجروا إلى أرض إسرائيل بشكل جماعي من أركان العالم الأربعة التي تم إفراغها الآن، والمشار إليها باسم سيقان القمح الاثني عشر التي حلم بها يوسف

جاي إم شولتز رئيس مؤسسة "عم يسرائيل" كان الداعي الأول وراء إنشاء العيد الوطني الإسرائيلي "يوم عاليا".
وعلى الرغم من أنها لم تكن عطلة متكررة، إلا أن أول احتفال عام حديث لتكريم "يوم الهجرة" حول المهاجرين اليهود الذين يستوطنون أرض إسرائيل استضافته كيرين هايسود في تل أبيب في الثاني من نوفمبر عام 1950.

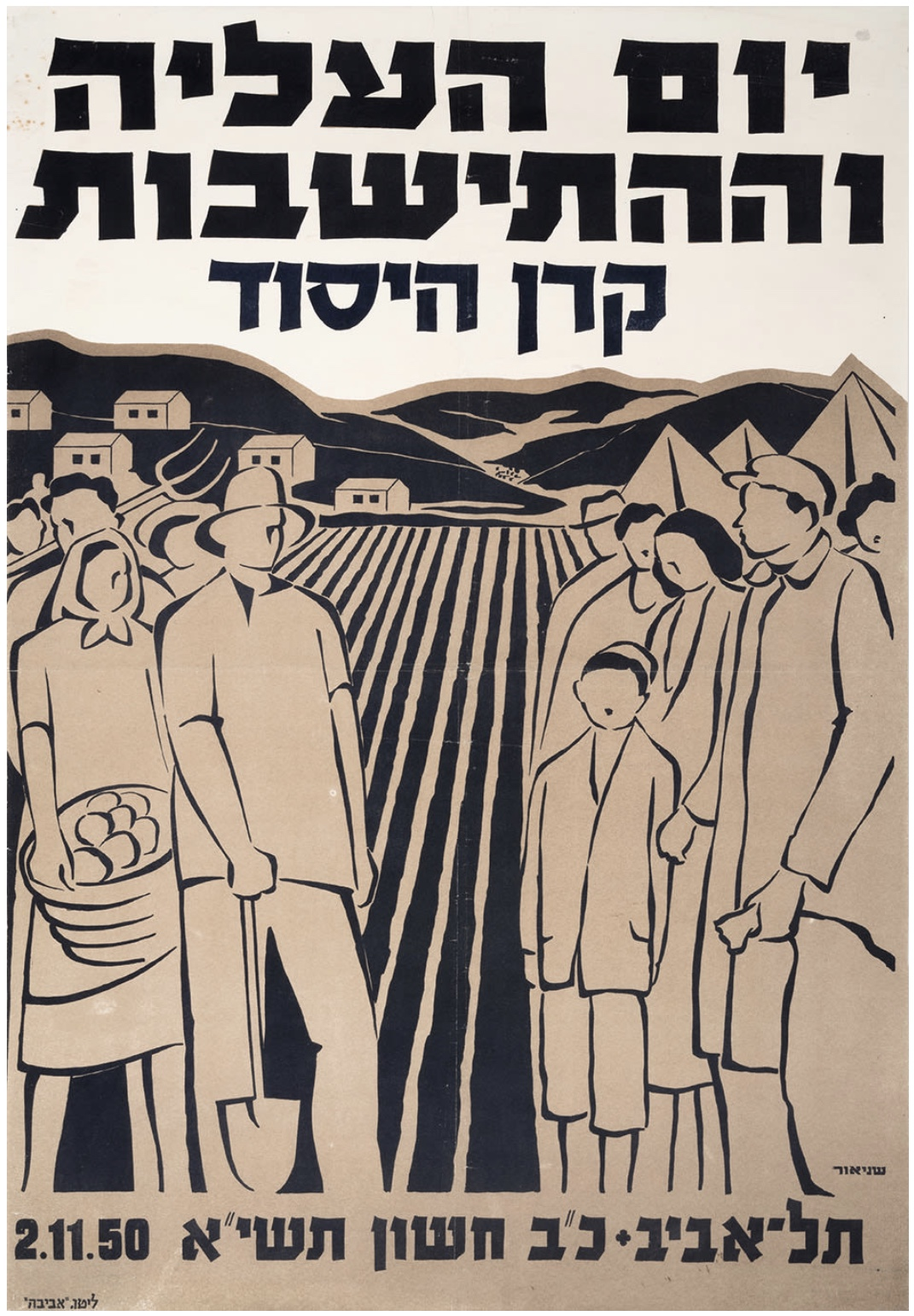
ملصق إسرائيلي يحتفل بيوم عاليا (يوم هاعاليا) - من مجموعة يوسف ماتيسياهو

تم إقامة أول احتفال إسرائيلي عام حديث بـ "عالية" في عام 1948 من قبل أول رئيس وزراء إسرائيلي ديفيد بن غوريون، المسمى "يوم كيبوتس جالويوت" أو "يوم كيبوتس جالويوت" أو "يوم تجمع المنفيين".